# فزاع (فلم)
فيلم مصري من بطولة وتأليف هشام إسماعيل وإخراج ياسر زايد. الفيلم تدور أحداثه في إطار كوميدي حول شخصية «فزاع» التي قدمها هشام إسماعيل في مسلسل الكبير أوي مع الفنان أحمد مكي، وحقق نجاحًا كبيرًا، وتتغنى سيمون داخل أحداث العمل بأغنية خاصة للأطفال. ويشارك في بطولة فيلم «فزاع» هالة فاخر، وسيمون، وصفوة، وعمرو رمزي، وسهر الصايغ.

## ملخص الفيلم
بعد الحياة لسنوات طويلة في قرية المزاريطة، يقرر فزاع (هشام إسماعيل) بعد كل السنوات أنه يتوجب عليه أن يغير مسار حياته تمامًا وعلى نحو جذري تمامًا، ومن أجل فعل ذلك، فإن عليه التوجه والانتقال إلى مدينة القاهرة بشكل كامل مثلما يفعل الكثيرون من أهل الصعيد، ليجد نفسه أمام نمط حياة يختلف جذريًا عما عرفه من قبل.

## بطولة
| - هشام إسماعيل: فزاع - سهر الصايغ: لبنى - حمدي الوزير: شخصيته الحقيقية - إنعام سالوسة: ام فزاع - سيمون: ايزيس - مصطفى أبو سريع: شعبان - محمد علي رزق: أكرم الششتاوي - سلوى عزب: ام عبير | - شهيرة كمال - سارة إبراهيم: هبة موظفة بالاوبرا - ندى سيف: الطفلة لارا - شيماء عبد القادر: د. مروة - محمود الليثي: عضو لجنة التحكيم بالاوبرا - إسلام إبراهيم: عضو لجنة التحكيم بالاوبرا - أحمد هاشم - هاني حسن الأسمر: مطرب بالأوبرا | - محمد ثروت: د.حازم - كريمة عبد الله: رئيس لجنة التحكيم بالساقية - عمر أبو النجا: تامر - صفوة: ممرضة بالمستشفى - عمرو رمزي: عضو لجنة التحكيم بالساقية - بدرية طلبة: عضو لجنة التحكيم بالساقية - محمود حافظ: بياع - غيدا نوري: نادين |

بالاشتراك مع
| - هشام حسين: رجل الأوبرا - ملك صالح: صفاء - رشدي هاني: فزاع صغير طفل - يوسف محمد سيد: الطفل أدهم - هشام دويك: ممثل بالساقية | - سامر المنياوي: رضا عامل الساقية - محمد علي: أمن مسابقة الأوبرا - أحمد ظريف: ممثل بالساقية - احمد السيسي: عبد الواحد - علي جمال الدين: ساعي البريد |

## وصلات خارجية
- مقالات تستعمل روابط فنية بلا صلة مع ويكي بيانات

الفيلم على موقع السينما